# Lovageposz
A lovageposz középkori epikus műfaj. Magasztos célokért vívott hősi harcokról szóló verses, énekelt lovagi elbeszélés. Szereplői, tárgyai, tájai gyakran allegorikusak.

## Kialakulása
Az első lovageposzok  Franciaországban és Németországban jelentek meg a 12-13. században. A kelta és germán eredetű hősmondákból és az ókori eposzokból alakultak ki. A 14-15. századra a lovagregények vették át szerepüket. 
A középkori lovagi irodalom megújította és új az előző évszázadokból származó hőskölteményeket. A lovageposz virágkora a 12. és a 13. század volt. Hőse általában messzi országokban harcolt törökök, mórok, szaracénok ellen. Így vált tökéletes lovaggá, a keresztény bajnokká.
A lovagi epika alkotásai főleg francia és német nyelvterületen születtek.

## Jellemzői
Cselekménye laza szerkezetű, viszonylag önálló történetekből áll. Bővelkedik misztikus és csodás motívumokban is. Tanító célzatú: hőse rendszerint távoli országokban harcol a pogányok, a törökök, mórok, szaracénok ellen, s így válik igazi, tökéletes lovaggá, a kereszténység bajnokává. Kötelessége a gyengék, az üldözöttek, a szegények oltalmazása és az eszményi szerelem (a hűbérúr felesége iránt).

## Híresebb lovageposzok
- Roland-ének
- Nibelung-ének
- Igor-ének